# Индекс автомобильных номеров Вьетнама
Автомобильные номерные знаки Вьетнама состоят из двух цифр, обозначающих регион, одной буквы и пяти цифр. Номерные знаки во Вьетнаме аналогичны тайским, за исключением того, что на вьетнамских номерах используют латинские буквы, в то время как в Таиланде на номерах используются буквы собственного алфавита.

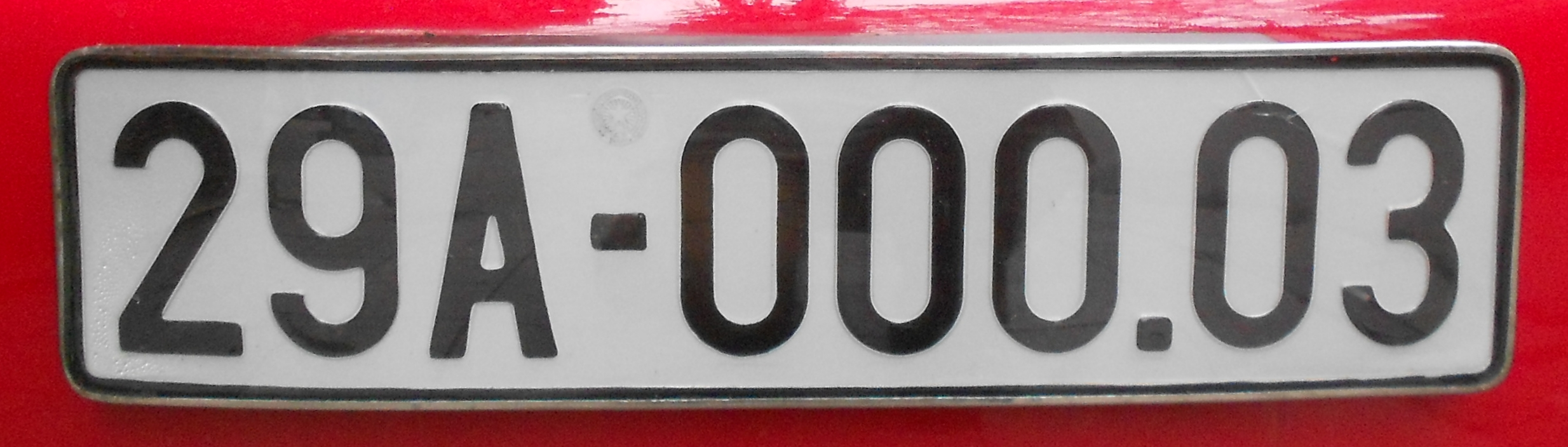
Вьетнамский автомобильный номер

## 1978-1994
Вьетнамские автомобильные номера в 1978-1994 выглядели так: на зеленом фоне была одна цифра, две буквы, четыре цифры. 2 буквы обозначали название города, но на основе вьетнамского языка.

## С 1994
С 1994 года (текущая версия) являются черные символы на белом фоне. В 2012 голубая полоса с кодом «V» будет добавлена на левой стороне пластины по требованию АСЕАН. Первые два знака — это либо цифровой код провинций или городов центрального подчинения Вьетнама, либо буквенный код (AA, AB, AC, и так далее), который означают, что автомобиль принадлежит Министерству обороны — в этом случае пластина будет красной.